# Mont-Saint-Martin (Ardennes)
Pour les articles homonymes, voir Mont-Saint-Martin.
Mont-Saint-Martin est une commune française, située dans le département des Ardennes en région Grand Est. Le village est situé dans un territoire en vallée.

## Géographie
Ce village est situé sur le flanc d'un escarpement découpé par des vallées dans les Monts de Champagne. La mairie est dans la partie haute, sur la route traversant le bourg, la D121. Dans la vallée elle-même, quelques habitations, dont un ancien moulin, constituent le lieu-dit  la Basse Ville.

### Communes limitrophes
|        | Sugny             |             |
| Semide | Mont-Saint-Martin | Saint-Morel |
|        | Liry              |             |

### Hydrographie
La commune est dans la région hydrographique « la Seine du confluent de l'Oise (inclus) à l'embouchure » au sein du bassin Seine-Normandie. Elle est drainée par le ruisseau du Moulin de Corbon, le ruisseau du Fond de la Crayere et le ruisseau du Gouffre,.

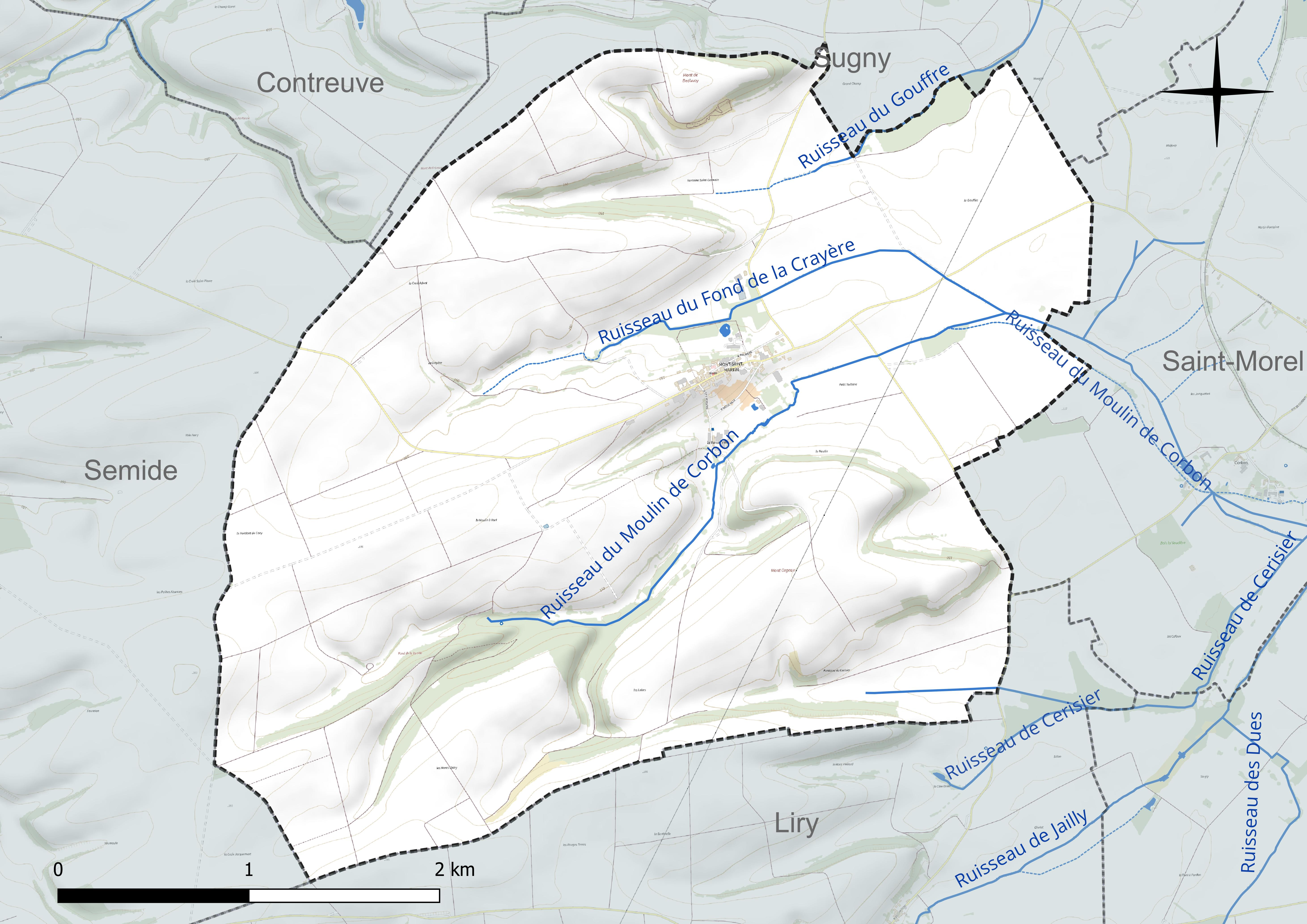
Réseau hydrographique de Mont-Saint-Martin.

### Climat
Pour des articles plus généraux, voir Climat du Grand Est et Climat des Ardennes.
En 2010, le climat de la commune est de type climat des marges montargnardes, selon une étude du Centre national de la recherche scientifique s'appuyant sur une série de données couvrant la période 1971-2000. En 2020, Météo-France publie une typologie des climats de la France métropolitaine dans laquelle la commune est exposée à un climat océanique altéré et est dans la région climatique Nord-est du bassin Parisien, caractérisée par un ensoleillement médiocre, une pluviométrie moyenne régulièrement répartie au cours de l’année et un hiver froid (3 °C).
Pour la période 1971-2000, la température annuelle moyenne est de 10,2 °C, avec une amplitude thermique annuelle de 15,6 °C. Le cumul annuel moyen de précipitations est de 850 mm, avec 12,8 jours de précipitations en janvier et 9 jours en juillet. Pour la période 1991-2020, la température moyenne annuelle observée sur la station météorologique de Météo-France la plus proche, « Sommepy », sur la commune de Sommepy-Tahure à 11 km à vol d'oiseau, est de 10,9 °C et le cumul annuel moyen de précipitations est de 771,4 mm. 
La température maximale relevée sur cette station est de 41 °C, atteinte le 25 juillet 2019 ; la température minimale est de −16 °C, atteinte le 4 janvier 2004,,.
Les paramètres climatiques de la commune ont été estimés pour le milieu du siècle (2041-2070) selon différents scénarios d'émission de gaz à effet de serre à partir des nouvelles projections climatiques de référence DRIAS-2020. Ils sont consultables sur un site dédié publié par Météo-France en novembre 2022.

## Urbanisme

### Typologie
Au 1er janvier 2024, Mont-Saint-Martin est catégorisée commune rurale à habitat dispersé, selon la nouvelle grille communale de densité à 7 niveaux définie par l'Insee en 2022.
Elle est située hors unité urbaine. Par ailleurs la commune fait partie de l'aire d'attraction de Vouziers, dont elle est une commune de la couronne,. Cette aire, qui regroupe 45 communes, est catégorisée dans les aires de moins de 50 000 habitants,.

### Occupation des sols
L'occupation des sols de la commune, telle qu'elle ressort de la base de données européenne d’occupation biophysique des sols Corine Land Cover (CLC), est marquée par l'importance des territoires agricoles (97,1 % en 2018), une proportion identique à celle de 1990 (97,1 %). La répartition détaillée en 2018 est la suivante : 
terres arables (91,5 %), zones agricoles hétérogènes (3,5 %), forêts (2,9 %), prairies (2,1 %). L'évolution de l’occupation des sols de la commune et de ses infrastructures peut être observée sur les différentes représentations cartographiques du territoire : la carte de Cassini (XVIIIe siècle), la carte d'état-major (1820-1866) et les cartes ou photos aériennes de l'IGN pour la période actuelle (1950 à aujourd'hui).

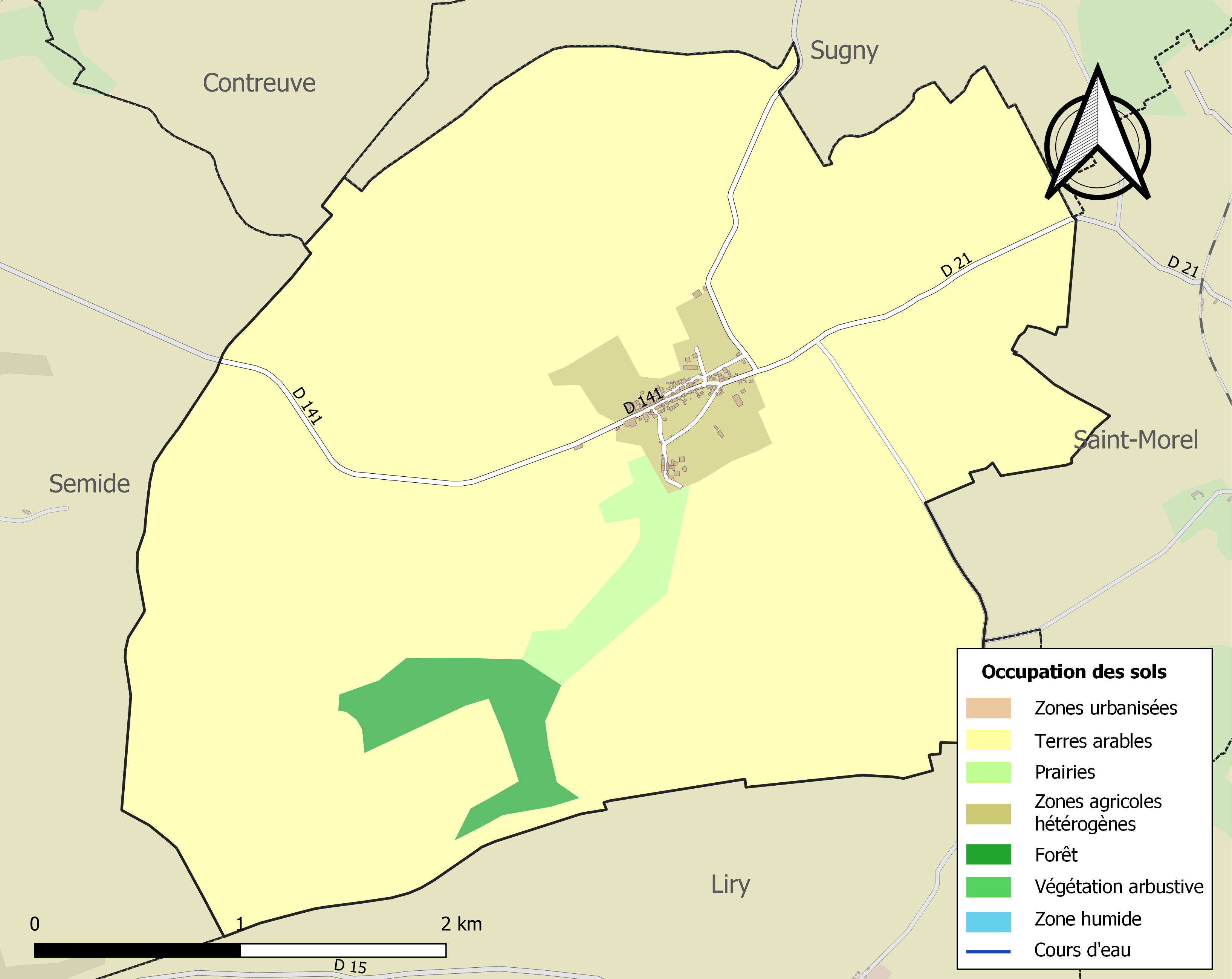
Carte des infrastructures et de l'occupation des sols de la commune en 2018 (CLC).

## Histoire
L'histoire du village est peu connue. Au Moyen-âge, ces terres ont appartenu notamment aux seigneurs de Sugny et Corbon (Saint-Morel), puis aux seigneurs de Vaux-Champagne. Plus tard, Mont-Saint-Martin est aux Fournier, barons d'Ecquancourt. Claude Antoine Alexandre d'Ecquancourt habite le château de Mont-Saint-Martin en 1782. Il émigre au moment de la Révolution française et ses biens sont confisqués en 1792. Le château était situé au nord des habitations.
Un moulin à eau existant depuis le XIIIe siècle était implanté au sud de la Basse Ville, sur le ruisseau. Il a cessé de fonctionner à la fin du XIXe siècle. Un moulin à vent était situé en hauteur, à l'ouest des habitations.

## L'église
L'église, à mi-chemin, du flanc de l'escarpement, est du XVIe siècle.

### Les cloches

#### Élisabeth en 1693
André et Antoine les Bernard m'ont font l'an 1693
L'an 1693 jay été bénite par Mr Ponce Raulicart, prêtre et curé de Mont Saint Martin natif du dit lieu
Nommée Élisabeth par Messire Claude Pierre de Graffeuil écuyer et seigneur du dit Mont Saint Martin
Et par dame Élisabeth de Bécus son épouse'

#### Éléonore en 1894
Après 2 siècles de bons et loyaux services rendit l'âme et continua sa mission en donnant naissance à Éléonore.
Elle eut pour parrain Jean Étienne Lampson et pour marraine Éléonore Roger.
Sa mission fut de courte durée. Le 2 août 1914 Éléonore appela les habitants à la mobilisation générale et en 1917 les allemands la déportèrent pour en faire des canons.

#### Marie-Léone en 1921
Le 11 décembre 1921 le conseil municipal donne pouvoir au maire, Mr Geney, pour l'achat d'une cloche de 500 kg à Mr Biard, fondeur, pour le prix de 5500 francs.
Je remplace ma sœur Éléonore volée par les allemands en 1917
baptisée en 1922 par l'abbé Chaumont curé de Mont Saint Martin
en présence de Mr Eugène Gency, maire, et de son conseil municipal
j'ai eu pour parrain Léon Charles Cadart adjoint et pour marraine Marie Clotilde Varenne veuve de Paul Baudart qui m'ont nommée Marie - Léone

## Politique et administration
| Période                                  | Période           | Identité             | Étiquette | Qualité     |
| ---------------------------------------- | ----------------- | -------------------- | --------- | ----------- |
|                                          |                   | Machault             |           |             |
|                                          |                   | Gilbert Henry        |           |             |
|                                          |                   | Pierre Camus         |           |             |
| 1826                                     | 1831              | Richard Roger        |           | Agriculteur |
| 1835                                     | 1865              | Jean Pierre Deheppe  |           | Agriculteur |
| avant 1875                               | après 1876        | Jean Etienne Lampson |           | Agriculteur |
| 1879                                     |                   | Ernest Camus         |           | Agriculteur |
| 1910                                     | 11 décembre 1919  | Roger Damas          |           | Agriculteur |
| 11 décembre 1919                         | 17 mai 1925       | Eugène Gency         |           | Instituteur |
| 17 mai 1925                              | 18 mai 1945       | Emile Paste          |           | Agriculteur |
| 18 mai 1945                              | 7 mai 1953        | Paul Henry           |           | Agriculteur |
| 7 mai 1953                               | 11 juillet 1955   | René Lefebvre        |           | Agriculteur |
| 11 juillet 1955                          | 24 mars 1977      | Gabriel Petit        |           | Agriculteur |
| 24 mars 1977                             | 12 septembre 1985 | Michel Baudart       |           | Agriculteur |
| 26 septembre 1985                        | 24 mars 2001      | Jean Marie Gouble    |           | Agriculteur |
| 24 mars 2001                             | mars 2008         | Hubert Paste         |           | Agriculteur |
| mars 2008                                | en cours          | Gilles Lejeune       |           | Agriculteur |
| Les données manquantes sont à compléter. |                   |                      |           |             |

## Démographie
L'évolution du nombre d'habitants est connue à travers les recensements de la population effectués dans la commune depuis 1793. Pour les communes de moins de 10 000 habitants, une enquête de recensement portant sur toute la population est réalisée tous les cinq ans, les populations de référence des années intermédiaires étant quant à elles estimées par interpolation ou extrapolation. Pour la commune, le premier recensement exhaustif entrant dans le cadre du nouveau dispositif a été réalisé en 2007.

En 2022, la commune comptait 88 habitants, en évolution de +10 % par rapport à 2016 (Ardennes : −2,97 %, France hors Mayotte : +2,11 %).
| 1793 | 1800 | 1806 | 1821 | 1831 | 1836 | 1841 | 1846 | 1851 |
| ---- | ---- | ---- | ---- | ---- | ---- | ---- | ---- | ---- |
| 305  | 295  | 309  | 257  | 302  | 297  | 316  | 305  | 287  |

| 1866 | 1872 | 1876 | 1881 | 1886 | 1891 | 1896 | 1901 | 1906 |
| ---- | ---- | ---- | ---- | ---- | ---- | ---- | ---- | ---- |
| 287  | 263  | 248  | 245  | 231  | 227  | 221  | 217  | 226  |

| 1911 | 1921 | 1926 | 1931 | 1936 | 1946 | 1954 | 1962 | 1968 |
| ---- | ---- | ---- | ---- | ---- | ---- | ---- | ---- | ---- |
| 211  | 210  | 179  | 148  | 142  | 126  | 136  | 153  | 133  |

| 1975 | 1982 | 1990 | 1999 | 2006 | 2007 | 2012 | 2017 | 2022 |
| ---- | ---- | ---- | ---- | ---- | ---- | ---- | ---- | ---- |
| 118  | 95   | 83   | 75   | 82   | 83   | 78   | 83   | 88   |

## Lieux et monuments
- Église Saint-Martin inscrit au titre des monuments historiques le 19 septembre 1926[24].